# Mohamed Tijani
Mohamed Tijani, né le 10 juillet 1997, est un footballeur international béninois qui joue en tant que défenseur central pour le club d'Yverdon-Sport FC,.

## Biographie

### Carrière en club

#### Slavia Prague
Le 10 février 2020, Tijani rejoint le Slavia Prague en prêt du Vysočina Jihlava pour le reste de la saison, avec une option d'achat. Le 5 août 2020, le Slavia annonce la signature de Tijani et le prête dans la foulée au Slovan Liberec.

#### Yverdon-Sport (depuis 2023)
En juillet 2023, il arrive en prêt avec option d’achat du Viktoria Plzen en Super League au Yverdon-Sport.
L'option d'achat est levée, début juillet 2024, par le club suisse et devient ainsi officiellement joueur du club, le contrat du joueur ira jusqu’en 2027.

### Carrière internationale
Tijani est né en Côte d'Ivoire d'un père béninois et d'une mère ivoirienne. Il est appelé en équipe nationale du Bénin pour une série de matches amicaux en mars 2022.